# Caliya Robinson
Caliya Robinson (Marietta, 23 marzo 1996) è una cestista statunitense.

## Carriera
È stata selezionata dalle Indiana Fever al terzo giro del Draft WNBA 2019 (28ª scelta assoluta).